# Cingètorix
Cingètorix o Cingetòrix (en llatí Cingetorix) va ser un cabdill gal, un dels caps dels trèvers.
Era favorable als romans, però el seu gendre Induciòmar era el cap del sector resistent. Quan va morir després del setge de Lavacherie i els seus partidaris vençuts a la segona Batalla del Sabis, Cingètorix va ser posat al capdavant dels trèvers per Juli Cèsar.